# Insurgência iraquiana (2011–2013)
A insurgência iraquiana foi uma insurgência que começou no final de 2011, após o fim da Guerra do Iraque e a retirada das tropas americanas do Iraque, resultando em um conflito violento com o governo central, bem como violência sectária de baixo nível entre os grupos religiosos do Iraque.
A insurgência foi uma continuação direta dos eventos que se seguiram à invasão do Iraque liderada pelos EUA em 2003. Os grupos militantes sunitas intensificaram os ataques contra a população xiita maioritária do país, para minar a confiança no governo liderado pelos xiitas e nos seus esforços para proteger as pessoas sem a assistência da coligação. Muitas facções sunitas opuseram-se ao governo sírio, que os grupos xiitas apoiaram, e vários membros de ambas as seitas também cruzaram a fronteira para lutar na Síria.
Em 2014, a insurgência aumentou dramaticamente após a conquista de Mosul e de grandes áreas no norte do Iraque pelo Estado Islâmico no Iraque e na Síria (ISIS), um grupo militante jihadista salafista e proto-estado não reconhecido que segue uma doutrina fundamentalista Qutbi - Wahhabi do islamismo sunita. O EIIL ganhou destaque global no início de 2014, quando expulsou as forças do governo iraquiano de cidades-chave na sua ofensiva no Iraque Ocidental, seguida da captura de Mosul e do massacre de Sinjar, fundindo assim o novo conflito com a Guerra Civil Síria, num novo conflito muito mais mortífero.
A partir de janeiro de 2014, a ascensão do Estado Islâmico, um grande beligerante na Guerra Civil Síria, transformou a insurgência em uma guerra regional que inclui a Síria, o Irã e uma grande coalizão de forças ocidentais e árabes lideradas pelos Estados Unidos.